# Frombork
Frombork é um município da Polônia, na voivodia da Vármia-Masúria e no condado de Braniewo. Estende-se por uma área de 7,59 km², com 2 415 habitantes, segundo os censos de 2017, com uma densidade de 318,2 hab/km².